# علی کاظمی (بازیگر پاکستانی)
علی کاظمی (به انگلیسی: Ali Kazmi؛ زاده ۳۱ اکتبر ۱۹۸۱) بازیگر کانادایی‌تبار پاکستانی است. او در فیلم‌ها و تلویزیون‌های انگلیسی، هندی و اردو زبان ظاهر می‌شود. او جدا از بازیگری به عنوان مجری، کارگردان، تهیه‌کننده و مدل نیز کار کرده‌است.

## زندگی شخصی
علی کاظمی با علیزه خراسانی دوست دبیرستانی اش ازدواج کرد که از ۱۲ سالگی او را می‌شناخت. آنها در کراچی ازدواج کردند و در تورنتو اقامت گزیدند. در سال ۲۰۱۴، پسر آنها متولد شد.
از آنجا که او سفرهای زیادی را به دور دنیا انجام داده‌است، علی کاظمی می‌تواند به زبان‌های انگلیسی، اردو، پنجابی، فارسی، پشتو، فرانسوی و عربی صحبت کند.